# August von Pettenkofen

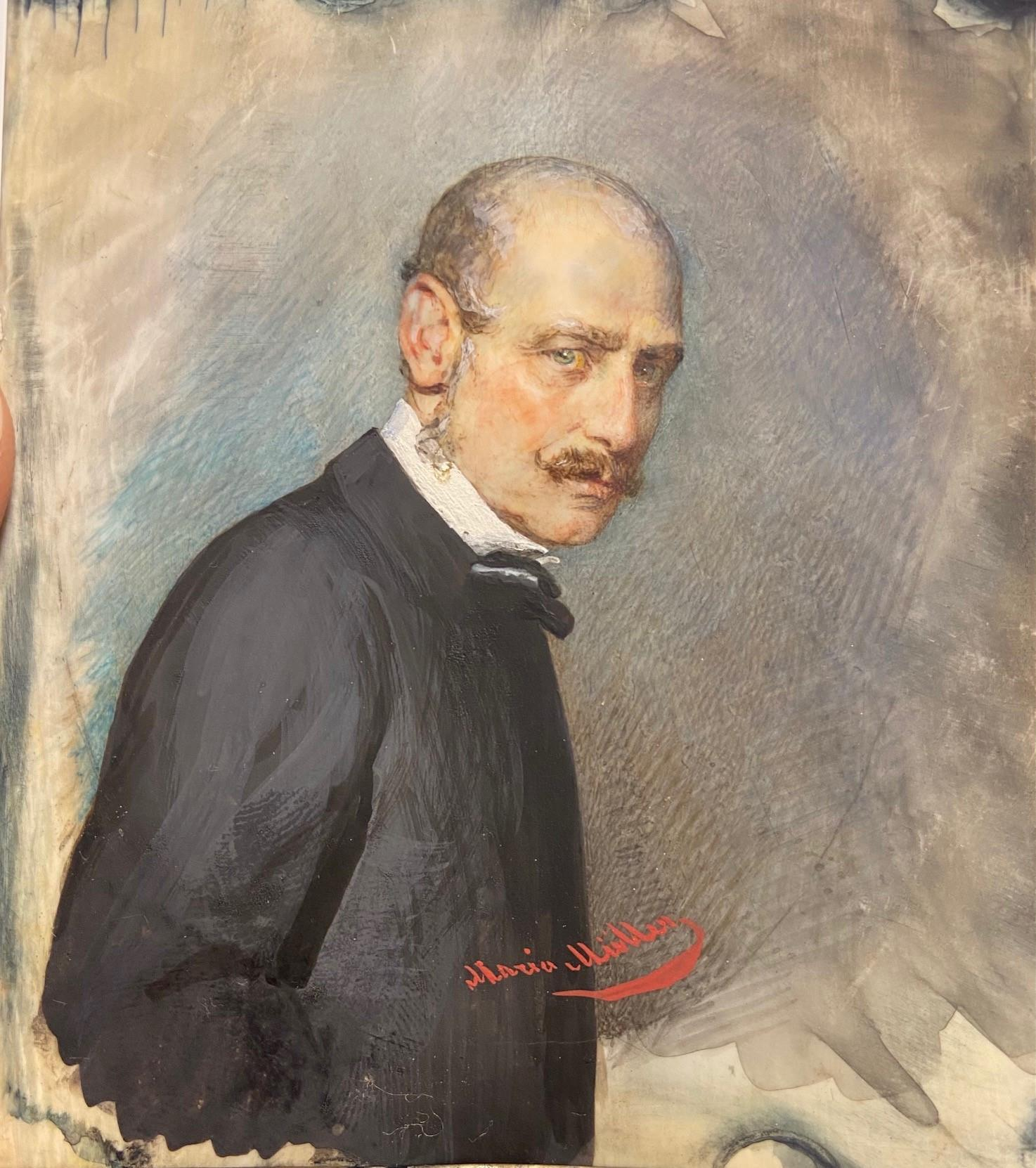
August von Pettenkofen; ritratto di Marie Müller

August von Pettenkofen (10 maggio 1822 – 21 marzo 1889) è stato un pittore austriaco.

## Biografia
Pettenkofen nacque a Vienna; suo padre era un commerciante e proprietario terriero. È cresciuto nella tenuta di suo padre in Galizia. Dopo la morte del padre, crebbe nella famiglia di suo cugino Ferdinand von Saar a Vienna. Nel 1834, rinunciando alla carriera militare, divenne studente all'Accademia di Belle Arti, dove studiò sotto Leopold Kupelwieser e Franz Eybl. In questo periodo dipinse opere di genere nel tipico stile Biedermeier.
Durante le rivoluzioni del 1848, divenne un pittore militare nello stile di Carl Schindler. Mentre svolgeva le sue funzioni, trascorse diverso tempo a Szolnok, in Ungheria; un'area che lasciò una grande impressione su di lui e ha portato il suo stile a diventare più pittoresco. Nel 1852 si recò a Parigi e subì l'influenza della scuola di Barbizon. I suoi dipinti sono riconosciuti per la genuinità con cui l'artista ritrae la vita tranquilla e malinconica dei contadini e degli zingari ungheresi, senza alcun pathos teatrale o umorismo forzato.
Fu ammesso come membro dell'Accademia di Vienna nel 1866 e, nel 1872, divenne membro onorario dell'Accademia di Belle Arti di Monaco. Nel 1876 fu nominato cavaliere. Tra il 1870 e il 1880 compie viaggi annuali a Venezia. Morì al "Sanatorium Loew" di Vienna nel 1889. Nello stesso anno gli fu intitolata una strada in Landstraße. Nel 1893 fu sepolto in una tomba d'onore ( in tedesco Ehrengrab), progettato da Viktor Tilgner, allo Zentralfriedhof.